# Fremde Schriften
Die Fremden Schriften sind eine Schriftklasse nach DIN 16518.
In diese Sammelklasse werden alle Schriften eingeordnet, die nicht die lateinischen Zeichen verwenden. Dazu gehören z. B. griechische, keltische, kyrillische, hebräische, arabische, indische, südost-asiatische, chinesische und japanische Schriftsysteme.